# Ноун, Марьюс
Ма́рьюс То́рлайфссон Но́ун (фар. Marjus Thorleifsson Nón; род. 11 апреля 2004 года в Ритувуйке, Фарерские острова) — фарерский футболист, игрок клуба «Б68».

## Клубная карьера
Марьюс является воспитанником рунавуйкского «НСИ». 13 марта 2022 года он сыграл свой единственный матч за рунавуйчан, заменив Йёргена Нильсена на 74-й минуте встречи с «ХБ» в рамках фарерской премьер-лиги. В 2023 году Марьюс стал игроком «Скоалы», выступавшей в первом дивизионе. Он стал внёс весомый вклад в выигрыш клубом турнира, забив 12 голов в 26 матчах сезона. 6 апреля 2024 года Марьюс забил за скоальчан единственный мяч в высшей лиге архипелага, поразив ворота клаксвуйкского «КИ». По итогам сезона-2024 «Скоала» вернулась в первый дивизион, а футболист принял решение покинуть команду.
29 ноября 2024 года о трансфере Марьюса объявил тофтирский «Б68».

## Международная карьера
В 2022 году Марьюс провёл 2 встречи в составе юношеской сборной Фарерских островов (до 19 лет). 19 ноября он провёл на поле 69 минут в поединке со сверстниками из Израиля и был заменён на Рани Сёренсена. 3 дня спустя футболист отыграл первый тайм поединка с финнами, после чего его заменил Доаньяль Даниельсен.

## Статистика выступлений
| Выступление      | Выступление      | Выступление      | Лига | Лига | Кубки | Кубки | Еврокубки | Еврокубки | Прочие | Прочие | Итого | Итого |
| Клуб             | Лига             | Сезон            | Игры | Голы | Игры  | Голы  | Игры      | Голы      | Игры   | Голы   | Игры  | Голы  |
| ---------------- | ---------------- | ---------------- | ---- | ---- | ----- | ----- | --------- | --------- | ------ | ------ | ----- | ----- |
| НСИ Рунавик      | Премьер-лига     | 2022             | 1    | 0    | 0     | 0     | 0         | 0         | 0      | 0      | 1     | 0     |
| НСИ Рунавик      | Итого            | Итого            | 1    | 0    | 0     | 0     | 0         | 0         | 0      | 0      | 1     | 0     |
| Скоала           | Первый дивизион  | 2023             | 26   | 12   | 2     | 1     | 0         | 0         | 0      | 0      | 28    | 13    |
| Скоала           | Премьер-лига     | 2024             | 26   | 1    | 1     | 0     | 0         | 0         | 0      | 0      | 27    | 1     |
| Скоала           | Итого            | Итого            | 52   | 13   | 3     | 1     | 0         | 0         | 0      | 0      | 55    | 14    |
| Б68              | Премьер-лига     | 2025             | 0    | 0    | 0     | 0     | 0         | 0         | 0      | 0      | 0     | 0     |
| Б68              | Итого            | Итого            | 0    | 0    | 0     | 0     | 0         | 0         | 0      | 0      | 0     | 0     |
| Всего за карьеру | Всего за карьеру | Всего за карьеру | 53   | 13   | 3     | 1     | 0         | 0         | 0      | 0      | 56    | 14    |

## Достижения
«Скоала»
- Победитель первого дивизиона (1): 2023